# 少輻異長頜魚
少輻異長頜魚，為輻鰭魚綱骨舌魚目象鼻魚科异长颌鱼属的其中一種。分布於非洲安哥拉，棲息於水底，具有發電器官，用來偵測獵物，體長可達10公分。